# تپلودار
تپلودار (به روسی: Теплодар) شهری در استان اودسا در کشور اوکراین واقع شده‌است. جمعیت این شهر ۱۰,۰۸۱ نفر (۲۰۲۱ تخمینی)است.